# José Gras y Granollers
José Gras y Granollers (Agramunt, Lérida, 22 de enero de 1834 - Granada, 7 de julio de 1918) fue un sacerdote católico y publicista español, destacado defensor del reinado social de Jesucristo y de la unidad católica de España. Canónigo de la Abadía del Sacromonte en Granada, fue el fundador de la congregación de las Hijas de Cristo Rey y de la Academia y Corte de Cristo. Ha sido proclamado venerable por la Iglesia católica.

## Biografía
Nació en Agramunt el 22 de enero de 1834, hijo de Juan Gras, cubero y labrador, y Rosa Granollers. Con trece años ingresó en el seminario de Barcelona, donde realizó estudios eclesiásticos. Fue ordenado el 20 de marzo de 1858. Hasta 1860 fue profesor de Teología Dogmática en el Seminario Conciliar de Tarragona. Entre 1860 y 1865 residió en Madrid y Écija (Sevilla), donde fue preceptor de los hijos del marqués de Peñaflor y llevó a cabo diversas tareas de apostolado. El 1866, siendo coadjutor de la parroquia de San José de Barcelona, obtuvo la licenciatura en Teología en el Seminario de San Cecilio y ganó por oposición una canongía en la Abadía del Sacromonte ambos en Granada, donde residió a partir de entonces.
Fue profesor de Historia Eclesiástica del colegio anexo a la Abadía hasta su fallecimiento. Sin embargo, su actividad principal se centró en escribir, especialmente en periódicos y revistas, haciendo de la propaganda católica su medio de apostolado. Anteriormente, en Barcelona, había colaborado en el periódico La España Católica y en Madrid en La Regeneración. Fuera de España, publicó artículos en la revista italiana Il reino di Gesù Cristo y en la homónima francesa Le règne de Jésus Christ. Con el mismo carácter publicista, fundó en 1866 en Granada la sociedad religioso-literaria «Academia y Corte de Cristo», con el objetivo de promover la adoración y devoción a Cristo Rey y a la Eucaristía, así como defender mediante contribuciones de valor científico la divinidad de Cristo, trabajando por la restauración de la soberanía de Dios en el mundo. Su ideal fue el reinado social de Cristo en el mundo, y su lema para conseguirlo fue «Hacer el bien». En 1867, fundó la revista de divulgación religiosa El bien, que continuó editando  hasta su muerte, acaecida en 1918. También escribió cuatro libros de devoción y otros opúsculos sobre cuestiones religiosas. 
En 1876, como alternativa cristiana a la enseñanza laica que se estaba promoviendo desde la administración pública, fundó el instituto religioso Hijas de Cristo Rey, una congregación dedicada a la educación cristiana de la infancia.
Falleció en Granada el 7 de julio de 1918 y sus restos fueron inhumados en el cementerio de la Abadía del Sacromonte. En 1927, los restos se trasladaron a la iglesia de San Gregorio Magno de Granada, donde reposan hasta hoy.
Entre los años 1950 y 1955, se llevó a cabo en Granada el proceso informativo para la causa de canonización y a partir de este último año, hasta 1981, el proceso apostólico. Fue proclamado venerable el 26 de marzo de 1994 por el papa Juan Pablo II, como reconocimiento a sus virtudes heroicas.

## Obras

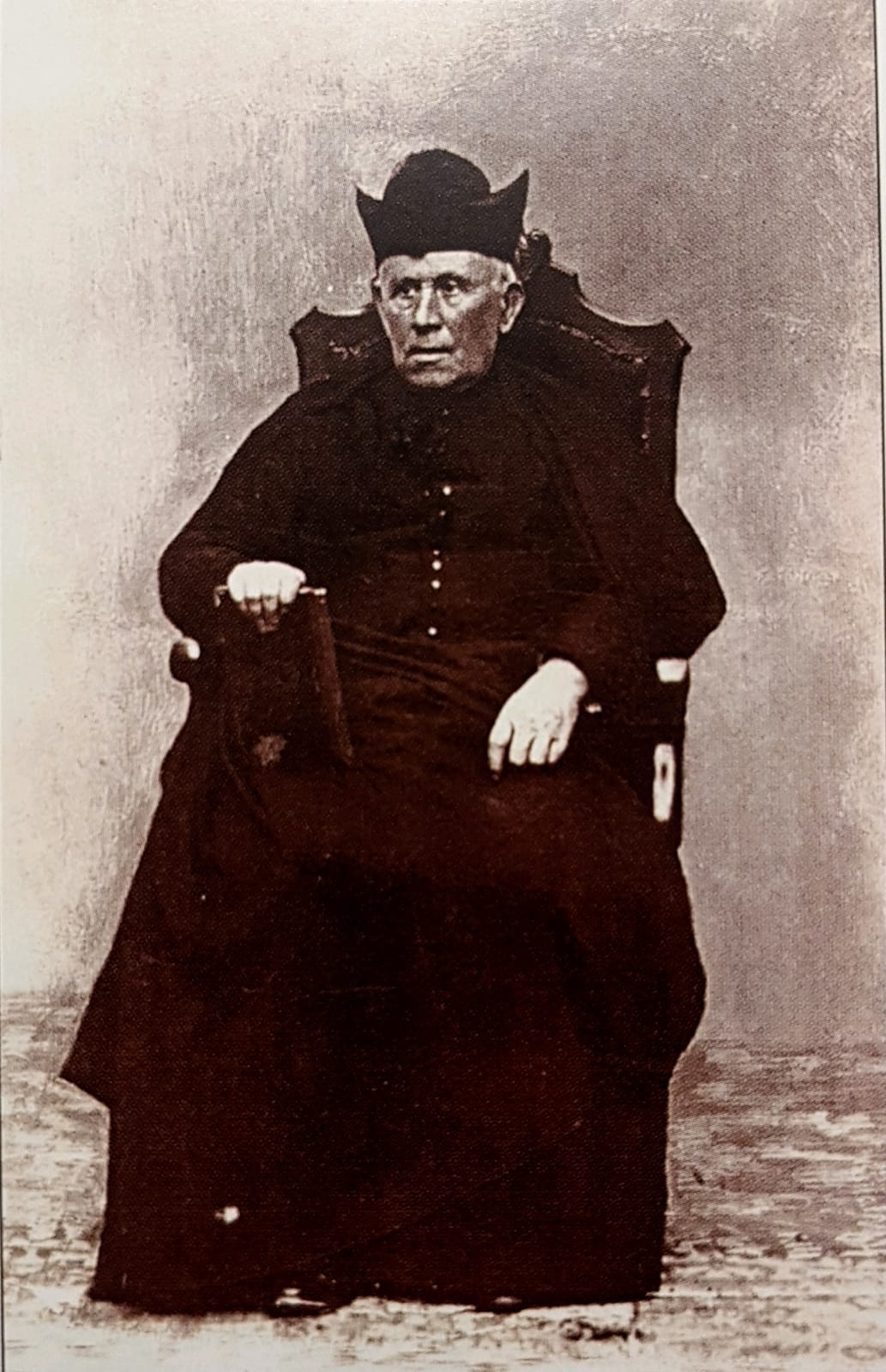
José Gras hacia 1910

- El mes de María y el siglo de María. Barcelona: Imp. Hnos de la Vda. Pla, 1863.
- La Europa y su progreso frente a la Iglesia y sus dogmas (1863).
- El paladín de María (1864).
- El paladín de Cristo: armado para las grandes batallas de la Iglesia militante. Madrid: Imp. de La Esperanza, 1865.
- El Talismán de María: flores y cantares. Barcelona: Libr. de Juan Roca y Bros, 1866. Escrito en defensa la divinidad de Cristo, cuestionada por Renan en su popular obra Vie de Jesús.
- La fe de España en presencia del ateísmo de Europa: apuntes crítico-históricos sobre el catolicismo del pueblo español y las barbaridades con que amenaza el anticristinismo á todas las naciones irreligiosas. Granada: Imp. y libr. de José María Zamora, 1867.
- El bien: publicación dirigida por D. José Gras y Granollers. Granada: Academia y Corte de Cristo, Imp. y libr. de José María Zamora, 1867.
- Cruzada de salvación (1868).
- El libro de adoración (1868).
- La Iglesia y la Revolución (1869).
- La corte del Rey del cielo brindando paz, bien y amor a todos los moradores de la tierra (1870).
- Se acerca el triunfo de Dios, si es fiel el pueblo español (1870).
- Asociación del bien (1871).
- El salvador de los pueblos (1872).
- El día de la Inmaculada (1880).
- El sacramento de la soberanía de Dios, centro divino de unión de todos los católicos del mundo (1881).
- Cristo Rey y la Unión católica (1881).
- Un monumento a la soberanía de Cristo y de María (1881).
- Las Hijas de Cristo y sus centros de educación (1893)
- Las Hijas de Cristo: apostolado social de la mujer (1885).
- El pacto de Cristo en España y la corte de Cristo (1889).
- O al altar o al abismo (1904).